# Stanleycaris
Stanleycaris es un género extinto monotípico de radiodontos húrdidos que habitaron en Canadá durante el Cámbrico medio (Miaolingiense). La especie tipo es Stanleycaris hirpex. Stanleycaris se describió en la Formación de Stephen, cerca de la localidad del Glaciar Stanley esquisto de Burgess y en Odaray Mountain se reportó informalmente.
La descripción original del taxón apareció en un suplemento en línea del artículo publicado por Jean-Bernard Caron, Robert R. Gaines, M. Gabriela Mángano, Michael Streng y Allison C. Daley en 2010. Esa descripción no satisfacía los requisitos del Código Internacional de Nomenclatura Zoológica, ya que el Código no aceptaba como válidos los taxones nombrados en publicaciones electrónicas hasta 2012; el nombre fue finalmente validado por Pates, Daley y Ortega-Hernández (2018).
La especie de lobópodo putativo Aysheaia prolata de la Formación de Wheeler del Cámbrico (Utah, Estados Unidos) fue reinterpretada como un apéndice frontal aislado de un miembro del género Stanleycaris por Pates, Daley y Ortega-Hernández (2017).

## Etimología
Su nombre genérico significa "cangrejo del Glaciar Stanley"; hirpex, "rastrillo grande", que refleja el carácter de rastrillo de sus apéndices espinosos.

## Descripción

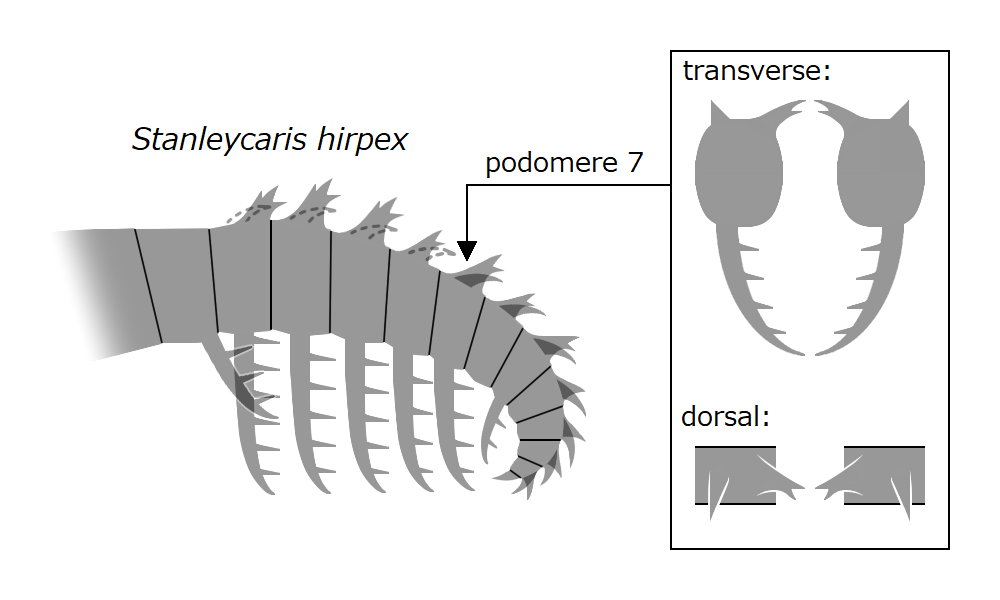
Morfología del apéndice frontal

Los apéndices frontales de Stanleycaris se parecen a un rastrillo y tienen una estructura tridimensional compleja. Por esta razón, algunos rasgos son difíciles de observar en los fósiles conservados en forma plana, y la imagen completa se reconstruye integrando varios especímenes fósiles, cada uno conservado en una orientación diferente. Se estima que los apéndices tenían un mayor rango de movimiento vertical que los de todas las demás especies de húrdidos.
Los apéndices frontales encontrados miden de uno a tres centímetros de largo y comprenden 14 podómeros (segmentos) con una fila de espinas robustas, en su mayoría bifurcadas en su superficie superior, y cinco hojas largas y curvadas que sobresalen de la superficie ventral. A veces se asocia un cono oral tetrarradial con los apéndices; éstos tienen 28 placas en lugar de 32 como los de otros géneros de húrdidos. Un espécimen también parece incluir un caparazón asociado similar al de Hurdia.
Además de las espinas ventrales, los apéndices frontales tienen dos hileras de espinas ubicadas dorsalmente desde el tercer al decimotercer segmento: una espina en forma de garra curvada hacia arriba y una espina en forma de mandíbula que sobresale en sentido medial, este es el rasgo más distintivo de este género. Las espinas mediales suelen ser bifurcadas o trifurcadas y juntas forman una estructura similar a las mandíbulas y gnatobases de los artrópodos.

## Paleoecología
Stanleycaris era muy probablemente un nadador y se piensa que podría haber tamizado los sedimentos para alimentarse. Los apéndices frontales de este género tienen una estructura diversa, lo que sugiere que realizaban diversas funciones durante la alimentación, como tamizar, capturar y morder.